# حسین غفاری (روحانی)
حسین غفاری (۵ مهر ۱۲۹۶، آذرشهرتبریز – ۶ دی ۱۳۵۳، تهران) روحانی مجتهد و از شاگردان شاخص روح الله خمینی و مبارزان سرشناس علیه ایران شاهنشاهی بود.

## زندگی نامه
حسین غفاری در سال ۱۳۳۵ق مطابق با ۱۲۹۶ شمسی در دهخوارقان (آذرشهر) از توابع تبریز متولد شد. در کودکی پدر خود را از دست داد و با تشویق دایی‎‌اش که از روحانیون آن محله بود به حوزه آمد. دروس مقدمات حوزوی را نزد دایی خود خواند و برای ادامه تحصیل به قم مهاجرت و در دروس اساتید آن دوره شرکت کرد. غفاری در سال ۱۳۳۷ش برای تبلیغ دینی و امورات مذهبی به تهران مهاجرت کرد.

## اساتید
وی از شاگردان سید حسین طباطبایی بروجردی، سید روح الله خمینی ، سیدمحمدحجت کوه کمری وسیدمحمد تقی خوانساری بود.

## فعالیت های سیاسی
غفاری از مخالفان طرح انجمن‌های ایالتی و ولایتی بود و تا قیام پانزده خرداد سال ۱۳۴۲، علیه حکومت پهلوی سخنرانی می‌کرد. در شب ۱۵ خرداد، پس از سخنرانی، او دستگیر و در زندان شهربانی مورد بازجویی قرار گرفت. سخنرانی‌ها و فعالیت‌های سیاسی غفاری سبب دستگیری او شد. در گزارش ساواک آمده است:
«اطلاع واصله حاکی بود که یاده شده به اتفاق فرزندش هادی غفاری در منابر مختلف مطالبی علیه مصالح کشور ایراد و ضمن سخنرانی در مساجد و شهرستان‌ها ضمن طرفداری از روحانیون مخالف دولت، اصلاحات کنونی کشور را با زمان معاویه مقایسه نموده و چنین نتیجه گرفته که در حال حاضر وضع فعلی حکومت ایران با زمان معاویه تفاوتی ننموده و احتیاج است که جوانان چون امام حسین(ع) بپاخاسته و وضع و امور کشور را بدست گیرند. بر مبنای اظهارات یاد شده نامبرده دستگیر و ضمن بازرسی از منزلش تعدادی اعلامیه مضره کشف می‌گردد که بر مبنای اوراق مکشوفه مشارالیه با صدور قرار مورخ ۱۸/۴/۵۳ شعبه ۵ بازپرسی دادستانی ارتش بازداشت و پس از رؤیت قرار به آن اعتراض ننموده است.»
غفاری پس از آزادی، همچنان به سخنرانی‌های خود ادامه داد و بار دیگر در تیر ماه ۱۳۵۳، در تهران دستگیر شد.غفاری در دادگاهی که برای وی در ۵ آبان ۱۳۵۳ش تشکیل یافته بود، به هشت ماه زندان محکوم شد.
وی در طی دستگیری‌هایش مدت‌ها تحت شکنجه‌های شدید قرار گرفته است. هادی غفاری (فرزند او) طی مصاحبه ای اذعان کرد که برای شکنجه مجبورش کردند پدرش را شلاق بزند. البته او هیچ گاه مدرکی برای این ادعا ارائه ننمود.

## درگذشت
غفاری در ۶ دی ۱۳۵۳ در اتاق عمومی بهداری زندان قصر (که چندین زندانی دیگر هم، بستری بودند) بر اثر شدت جراحات شکنجه های شدید ساواک درگذشت.مزار وی در وادی السلام قم قرار دارد.